# Фридрих Вилхелм фон Анрим-Бойценбург
Фридрих Вилхелм фон Арним-Бойценбург (на немски: Friedrich Wilhelm von Arnim-(Boitzenburg); * 31 декември 1739 в Берлин; † 21 януари 1801 в Берлин) е пруски служител и военен министър.
Той е от линията Бойценбург на род Арним и е син на Абрахам Вилхелм фон Арним (1712 – 1761) и съпругата му Анна Елизабет фон дер Шуленбург († 1741). Внук е на пруския министър Георг Дитлоф фон Арним-Бойценбург (1679 – 1753) и графиня Доротея Сабина фон Шлибен (1686 – 1754).
През 1759 г. Фридрих Вилхелм фон Арним започва да следва право в университета в Гьотинген, след това той започва пруска служба в съда в Берлин. През 1763 г. той става съветник в камера-съда, 1764 г. съветник и асесор. Той се жени 1764 г. за баронеса Фреда Антоанета фон Крам, през 1769 г. става таен правен съветник. На 2 октомври 1786 г. крал Фридрих Вилхелм II го издига на наследствен пруски граф. Същата година той става таен бюджетен и военен съветник и министър.
От 1786 до 1798 г. той е държавен и военен министър. През 1798 г. той напуска службата си по здравословни причини и умира на 21 януари 1801 г.
Той е член на Берлинската масонска ложа.

## Фамилия
Фридрих Вилхелм фон Арним се жени 1764 г. за баронеса Фридерика (Фреда) Антоанета фон Крам (* 27 ноември 1747; † 18 декември 1817, Берлин). Те имат два сина:
- Йохан Ердман фон Арним (* 14 юли 1766; † 18 юли 1766)
- Фридрих Абрахам Вилхелм фон Арним-Бойценбург-Цихов (* 13 юни 1767; † 31 януари 1812), пруски посланик в Дрезден и Копенхаген, женен 1795 г. за Георгина Шарлота Августа фон Валмоден-Гимборн (* 1 януари 1770, Лондон; † 13 август 1859, Нанси), дъщеря на хановерския фелдмаршал Йохан Лудвиг фон Валмоден-Гимборн (1736 – 1811); родители на:
  - Адолф фон Арним-Бойценбург (* 10 април 1803, Берлин; † 8 януари 1868, Бойценбург), първи министър-председател на Прусия, женен за Анна Каролина фон дер Шуленбург (* 17 ноември 1804; † 1 януари 1886); имат 10 деца